# Bowels of Earth
Bowels of Earth (englisch etwa für Das Erdinnere) ist das dritte Studioalbum der schwedischen Death-Metal-Band Entombed A.D. Es wurde am 30. August 2019 veröffentlicht.

## Titelliste

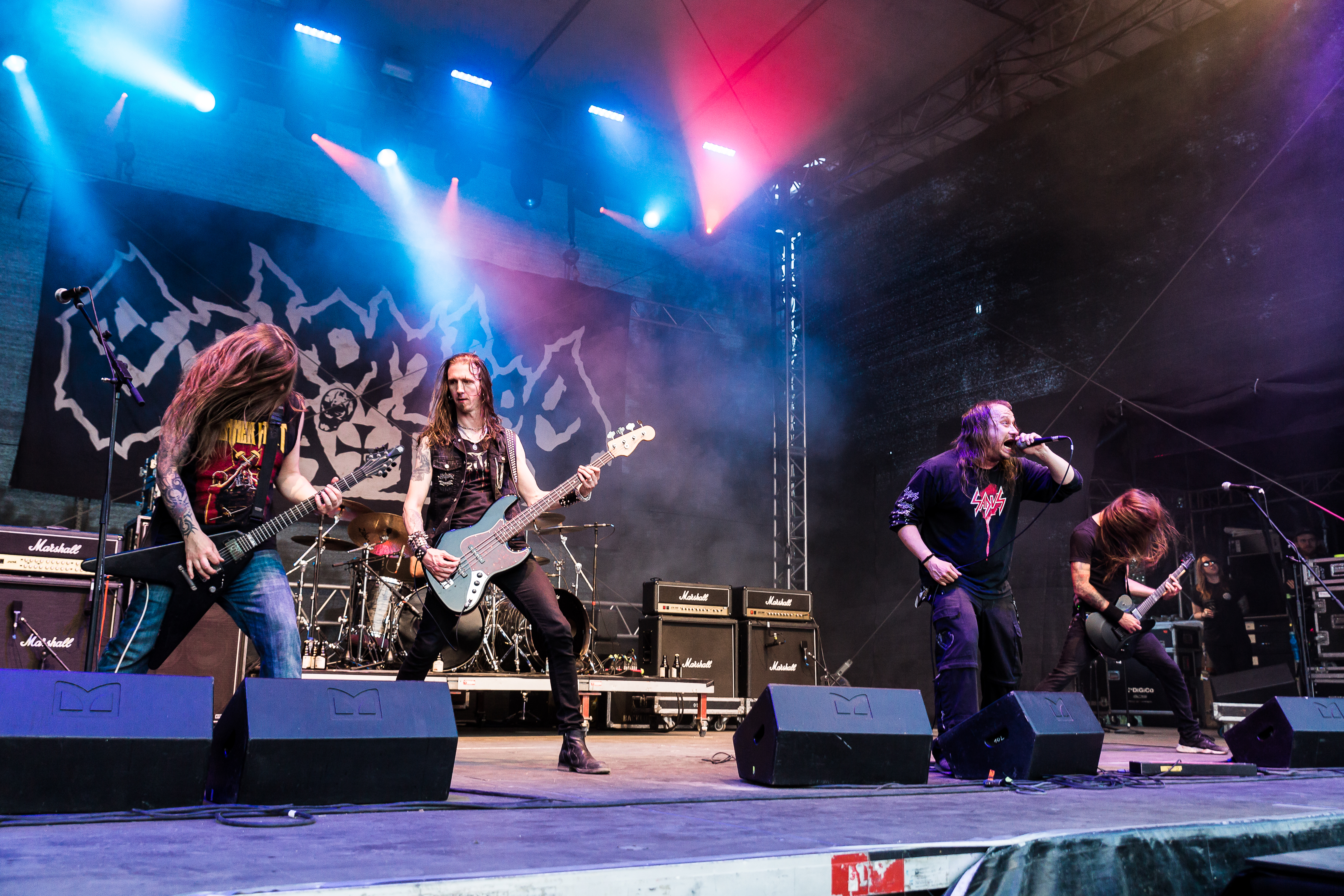
Entombed A.D. auf dem Full Force 2018 in Ferropolis.

| #   | Titel                                  | Länge | Anmerkungen                    |
| --- | -------------------------------------- | ----- | ------------------------------ |
| 1.  | Torment Remains                        | 2:53  | Youtube-Veröffentlichung       |
| 2.  | Elimination                            | 3:26  | Youtube-Veröffentlichung       |
| 3.  | Hell Is My Home                        | 3:46  |                                |
| 4.  | Bowels of Earth                        | 4:29  |                                |
| 5.  | Bourbon Nightmare                      | 3:34  |                                |
| 6.  | Fit for a King                         | 3:34  |                                |
| 7.  | Worlds Apart                           | 3:32  |                                |
| 8.  | Through the Eyes of the Gods           | 3:07  |                                |
| 9.  | I’ll Never Get Out of This World Alive | 2:09  | Hank-Williams-Cover            |
| 10. | To Eternal Night                       | 5:43  |                                |
| 11. | Back at the Funny Farm                 | 4:11  | Motörhead-Cover, CD-Bonustrack |

## Auskopplungen
Im Juni und Juli 2019 wurden auf YouTube Videos zu den Songs Torment Remains und Elimination veröffentlicht.

## Rezeption
- Der Metal Hammer schrieb: „Mit BOWELS OF EARTH erscheint das dritte Album unter dem Banner Entombed A.D., und man darf den Jungs um L-G Petrov problemlos eine durchgehende Steigerung attestieren.“ und vergab 6/7 Punkten.[3]
- Metal.de meinte: „„Bowels of Earth“ ist extrem abwechslungsreich geworden, vom Titeltrack, der ein melodischer Stampfer ist, bis hin zum rasanten “Elimination” ist mal wieder alles vertreten und zeigt das Spektrum der Band in ihrem eigenen Kosmos. „Bowels of Earth“ ist die stärkste der drei ENTOMBED A.D.-Scheiben und transportiert die Stärken der Band aus den Neunzigern in die heutige Zeit.“ und vergab 8,5/10 Punkten.[4]
- Powermetal.de kommt zu folgendem Fazit: „So bleibt am Ende eine weitere A.D.-Scheibe, die natürlich nicht gegen den Klassikerstatus des ENTOMBED-Frühwerks ankämpfen kann, und die sicher auch nicht die stilistischen und kreativen Ausrufezeichen der mittleren Phase setzen kann, obwohl sie durchaus ein paar Elemente aufbieten kann, die man in der Form nicht erwarten konnte. So kann ‚Bowels of Earth‘ mit der Spätphase der Vorgängerband ohne Weiteres mithalten, ja, für mich wirkt das neue Schaffen des Quartetts an sich sogar ein Stück weit unbekümmerter, spontaner und dreckiger; und das macht auf ganzer Linie derben Spaß, ganz ohne den Anspruch, viel mehr zu sein oder zu wollen.“ und vergibt 8,5 Punkte.[5]
- Stormbringer-metal.de urteilte: „Von einer Einschwingphase zu sprechen, wäre wohl nicht ganz korrekt, denn immerhin spielten die meisten heutigen Bandmitglieder zuvor gemeinsam bei ENTOMBED. Dennoch entsteht der Eindruck, dass ENTOMBED A.D. allmählich als Band zusammenwachsen - oder sagen wir lieber: warmlaufen. Zwar geht auch "Bowels of Earth" nicht als haushoher Sieger vom Platz, doch ist es das meiner Meinung nach rundeste und ausgefuchsteste Album der ENTOMBED A.D. Ära geworden.“ und vergab 4,0/5,0 Punkten.[6]